# Беляничи
Беляничи — упразднённая деревня в Арбажском районе Кировской области России.

## География
Деревня находится в юго-западной части Кировской области, в зоне хвойно-широколиственных лесов, на расстоянии приблизительно 15 километров (по прямой) к северо-востоку от посёлка городского типа Арбаж, административного центра района. Абсолютная высота — 134 метра над уровнем моря.

### Климат
Климат характеризуется как умеренно континентальный, с умеренно холодной снежной зимой и тёплым летом. Среднегодовая температура — 2 °C. Абсолютный минимум температуры воздуха самого холодного месяца (января) составляет −47 °C; абсолютный максимум самого тёплого месяца (июля) — 40 °C. Годовое количество атмосферных осадков — 527 мм, из которых 354 мм выпадает в период с апреля по октябрь.

## История
В «Списке населенных мест Вятской губернии по сведениям 1859—1873 годов» населённый пункт упомянут как казённая деревня Беляницкая Котельничского уезда, расположенная при колодцах, в 84 верстах от уездного города. В деревне насчитывалось 18 дворов и проживало 144 человека (65 мужчин и 79 женщины).
В 1905 году в починке Белянинский, относившемуся к Сорвижской волости, имелось 38 дворов и проживало 216 человек (98 мужчин и 118 женщин). Население относилось к приходу Свято-Троицкого храма села Сорвижи.
По данным переписи 1926 года имелось 50 хозяйств и проживало 240 человек (110 мужчин и 130 женщин). В административном отношении входила в состав Ярашинского сельсовета Сорвижской волости Котельнического уезда.
По состоянию на 1 января 1950 года населённый пункт являлся частью Ярашинского сельсовета Арбажского района. Числилось 47 хозяйств и проживало 151 человек. В 1978 году входила в состав Сорвижского сельсовета. Упразднена 28 января 1987 года.